# South Salt Lake
South Salt Lake je město v okresu Salt Lake County ve státě Utah ve Spojených státech amerických. Je součástí města Salt Lake City. K roku 2010 zde žilo 23 617 obyvatel. S celkovou rozlohou 17,9 km² byla hustota zalidnění 1 232 obyvatel na km².